# Benaguasil
Benaguasil (em valenciano e oficialmente) ou Benaguacil (em castelhano) é um município da Espanha na província de Valência, Comunidade Valenciana. Tem 25,4 km² de área e em 2021 tinha 11 369 habitantes (densidade: 447,6 hab./km²).

## Demografia
| Variação demográfica do município entre 1991 e 2004 | Variação demográfica do município entre 1991 e 2004 | Variação demográfica do município entre 1991 e 2004 | Variação demográfica do município entre 1991 e 2004 |
| --------------------------------------------------- | --------------------------------------------------- | --------------------------------------------------- | --------------------------------------------------- |
| 1991                                                | 1996                                                | 2001                                                | 2004                                                |
| 8718                                                | 9155                                                | 9116                                                | 9618                                                |